# Држково
Држково (словац. Držkovo) — річка; ліва притока Угорського потоку, протікає в окрузі Полтар.
Довжина приблизно 6.5-7.0 км. Витік знаходиться в масиві Столицькі-Врхи (геоморфологічна підодиниця Малінські-Врхи — схил гори Брложна) на висоті приблизно 670 метрів.
Протікає територією сіл Градіште і Угорске. Впадає в Угорський потік на висоті близько 255 метрів.